# Ulrik Le Fèvre
Pour les articles homonymes, voir Le Fèvre.
Ulrik le Fevre, né le 25 juin 1946 et mort le 24 février 2024 au Danemark, est un footballeur danois, qui joue comme centre gauche sur les terrains dans les années 1960 et 1970.

## Biographie

### En club
Ulrik Le Fèvre commence sa carrière au Vejle BK. En 1969, il quitte le Danemark et rejoint l'Allemagne et le Borussia Mönchengladbach. Après trois saisons, il arrive au FC Bruges. Il joue trois saisons et 184 matchs (43 buts) pour le club. Il remporte trois titres de champion (1973, 1976 et 1977) et une coupe (1977). Il retourne ensuite dans son pays natal, au club où il avait commencé. Il évoluait au poste de milieu gauche.

### En sélection
Le Fèvre dispute également  37 matchs avec l'équipe nationale danoise.

## Mort
Ulrik le Fèvre meurt le 24 février 2024 à l’âge de 77 ans.